# Koolhoven Heidevogel

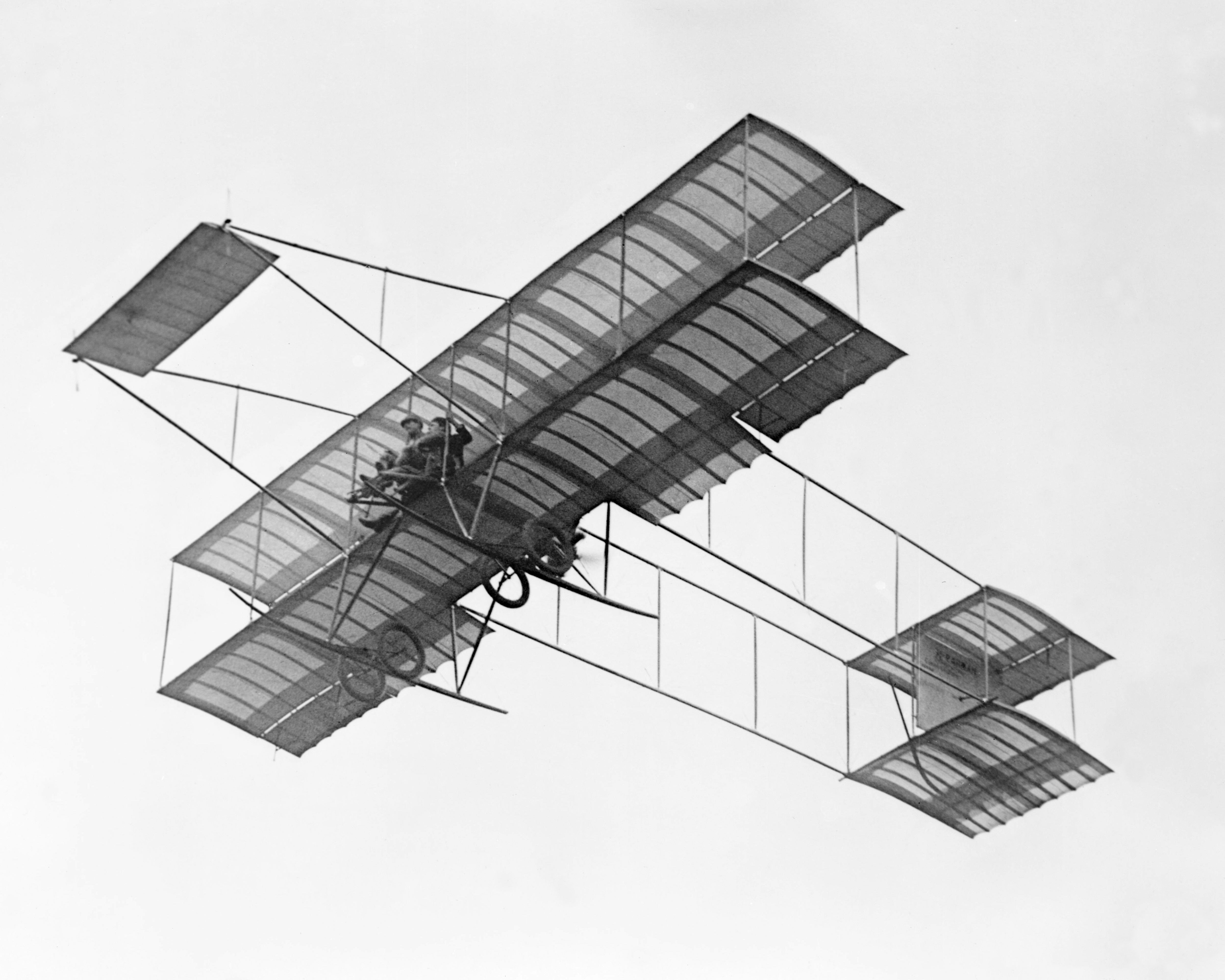
De Koolhoven Heidevogel was geheel gebaseerd op de hier afgebeelde Farman III

De Koolhoven Heidevogel was een experimenteel dubbeldekker vliegtuig uit de pioniersfase van de luchtvaart. Het Canard-toestel met duwpropeller was een directe afgeleide van de Franse Farman III. De eerste vlucht was op 7 maart 1911 in Soesterberg.
In 1911 was Frits Koolhoven bedrijfsleider van de net opgerichte Maatschappij voor Luchtvaart welke vliegdemonstraties gaf op vliegkamp Ede en vliegveld Soesterberg. Het uiteindelijke doel was dat er, naast een vliegopleiding, ook vliegtuigen werden gebouwd. Zodoende ging constructeur Koolhoven aan de slag en bouwde de Heidevogel. Dit toestel was zeer sterk gebaseerd op de Farman III met enige modificaties aan de vleugels en besturingsvlakken. De belangrijkste aanpassing was dat de piloot van de Koolhoven Heidevogel, zittend in de openlucht vóór de vleugel, nog enige bescherming had tegen de wind door een speciaal gevormde kuip.
De Heidevogel was net als het Farman origineel gemaakt van hout met een linnen bespanning op de vleugels. De duwpropeller werd aangedreven door een Gnome Omega rotatiemotor van 50 pk.

## Specificaties
- Type: Koolhoven Heidevogel

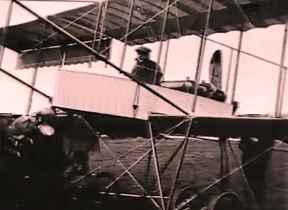
De Heidevogel van constructeur Frits Koolhoven, gebaseerd op de Farman III. Let op de door Koolhoven ontworpen cockpitkuip, met achterin de motor, ter bescherming van de piloot tegen de vliegwind en koude. (Nederland, 1911)

- Fabriek: Maatschappij voor Luchtvaart
- Rol: Experimenteel vliegtuig uit de pioniersfase
- Afgeleid van: Farman III
- Bemanning: 1
- Lengte: 11,90 m
- Spanwijdte: 17,35 m
- Maximum gewicht: 750 kg
- Motor: 1 × Gnome Omega zevencilinder rotatiemotor, 50 pk (37 kW)
- Propeller: Tweeblads duwpropeller
- Eerste vlucht: 1911
- Aantal gebouwd: 1

Prestaties
- Maximumsnelheid: 65 km/u